# Templo de Ogden (Utah)
El Templo de Ogden es uno de los templos construidos y operados por la Iglesia de Jesucristo de los Santos de los Últimos Días, el número 16 construido por la Iglesia, el decimocuarto en operaciones a nivel mundial y el quinto del estado de Utah, ubicado en la ciudad de Ogden. El templo de Ogden, así como el Templo de Provo (ambos con arquitecturas casi idénticas) fueron anunciados por causa de la sobresaturación de visitantes a los templos de Salt Lake City, Manti y Logan donde, para entonces, ocurría más del 50 % de las ordenanzas SUD en el mundo.
El templo en la ciudad de Ogden constituye el primer templo en Utah en cerca de 80 años y el primero en ser dedicado en Utah como estado, los previos fueron construidos en el territorio de Utah. El templo es uno de seis que cuentan con un total de seis salones de ordenanzas para acomodar la cantidad de patrones que visitan al templo para su ceremonias eclesiásticas. El templo de Ogden se construyó al mismo tiempo que el templo de Provo y tenían una apariencia casi idéntica hasta que el Templo de Ogden fue renovado drásticamente a principios de los años 2010. Las extensas renovaciones del templo reformaron todo el exterior, con nuevo granito y vidrio artístico. La entrada se movió del lado oeste al este, frente a la Washington Boulevard. En el interior, el diseño central del edificio se mantuvo, mientras que algunas habitaciones se reconfiguraron.

## Historia
.

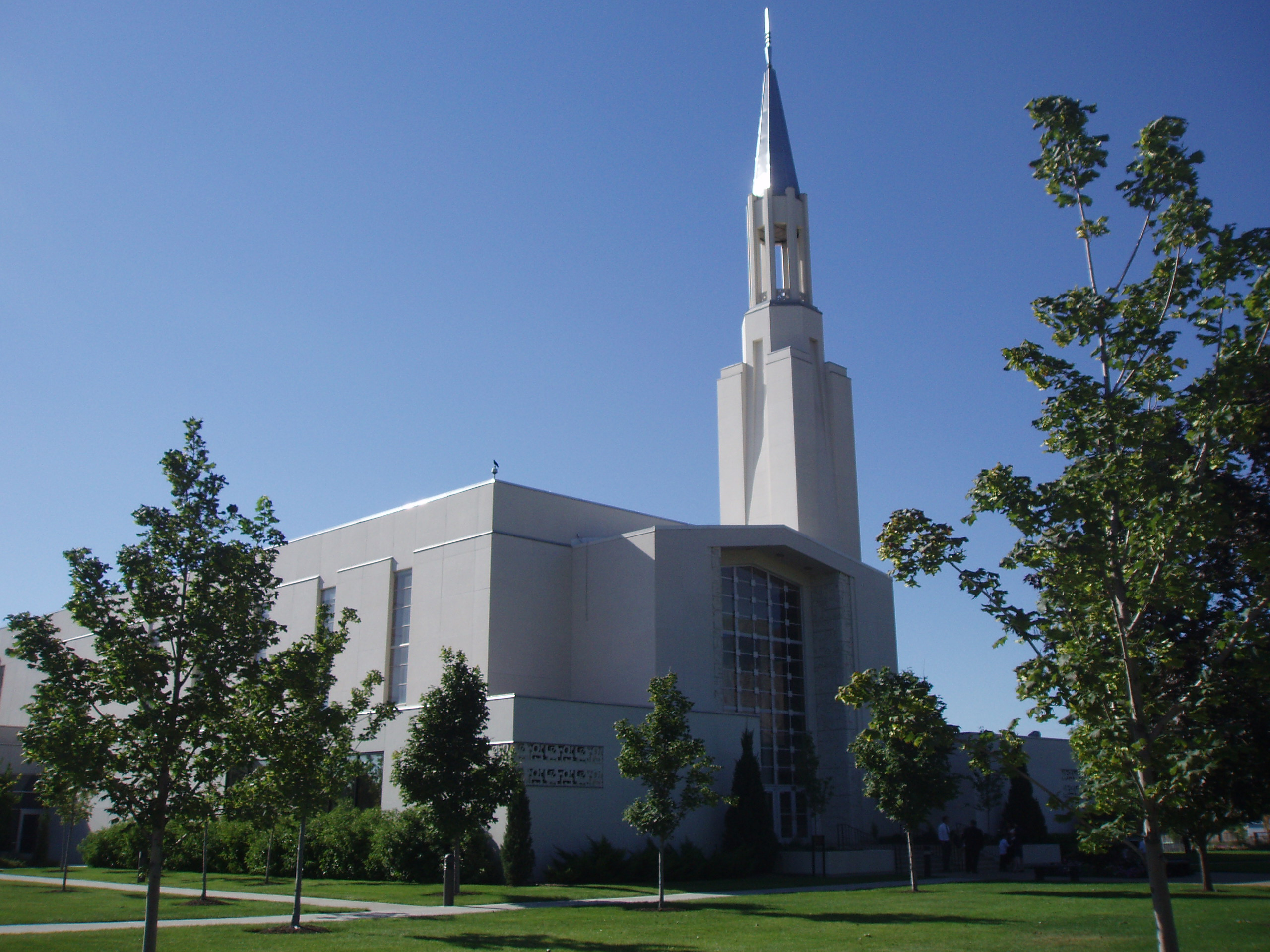
Tabernáculo de Ogden, construido previo al templo (foto tomada antes de que se removiera su pináculo)

La ciudad de Ogden fue establecida en 1847 por pioneros mormones. A poca distancia de Salt Lake City, Ogden compitió por varios elementos civiles y comerciales con Salt Lake City. Ogden fue favorecido para ser el centro ferroviario de la Región Intermontañosa del Oeste, así como el puente de caballetes sobre el Gran Lago Salado. Gran parte de la construcción y financiamiento para el templo de Salt Lake City vino de Ogden. Con la llegada del tren, Ogden se convirtió en la segunda ciudad más poblada de Utah. Sin embargo, el templo duró en ser anunciado aproximadamente 125 años desde la fundación de la ciudad. Se construyó un templo en la vecina comunidad de Logan antes de Ogden. Probablemente por razón de la cantidad de actividades en Ogden que la iglesia consideraba impuras por los transeúntes no religiosos que hacían vida en la ciudad, Logan recibió su templo en 1877 mucho antes que Ogden. La primera publicación de la posibilidad de un templo en Ogden vino en un artículo de prensa del Standard-Examiner en 1920.
En la conferencia trimestral de la estaca Weber Norte en 1920 los fieles fueron informados por el patriarca de la iglesia Hyrum G. Smith que Ogden tendría un templo en el futuro cercano así la nueva construcción de un tabernáculo como era costumbre en los inicios de la iglesia. En 1921, el entonces presidente de la Iglesia, Heber J. Grant, hizo una visita especial a Ogden anunciando que no era el momento adecuado para tener un templo en la ciudad. El periódico de la iglesia, Deseret News publicó el 16 de mayo de 1921 que durante la visita de Grant se inspeccionaron el terreno para un posible templo en la ciudad, específicamente el terreno en la esquina de la 30 calle con Tyler. El lote tenía una rica historia religiosa siendo el lugar de una Universidad Metodista en el año 1890 y apodada "Universidad de Utah" pero que ultimadamente no se completó por razones financieras. Los dueños del terreno le hicieron a Grant la propuesta de donarla a la iglesia con la condición que fuese usado para la construcción de un templo. Grant respondió con favores por otro terreno en el parque Lester, donde en el presente se asienta la biblioteca del condado de Weber.
En los años 1890 la iglesia se apoderó de un terreno conocido como la cuadra del Tabernáculo. Este fue devuelto a la ciudad en 1893 pero por no tener los fondos para mantener el terreno, la ciudad regresó el título de la propiedad a la iglesia. El tabernáculo fue finalmente construido en 1956, el último tabernáculo construido por la iglesia. Con la construcción del templo de Logan, los fieles de Ogden viajaban al vecino condado para su ceremonias eclesiásticas.

## Anuncio

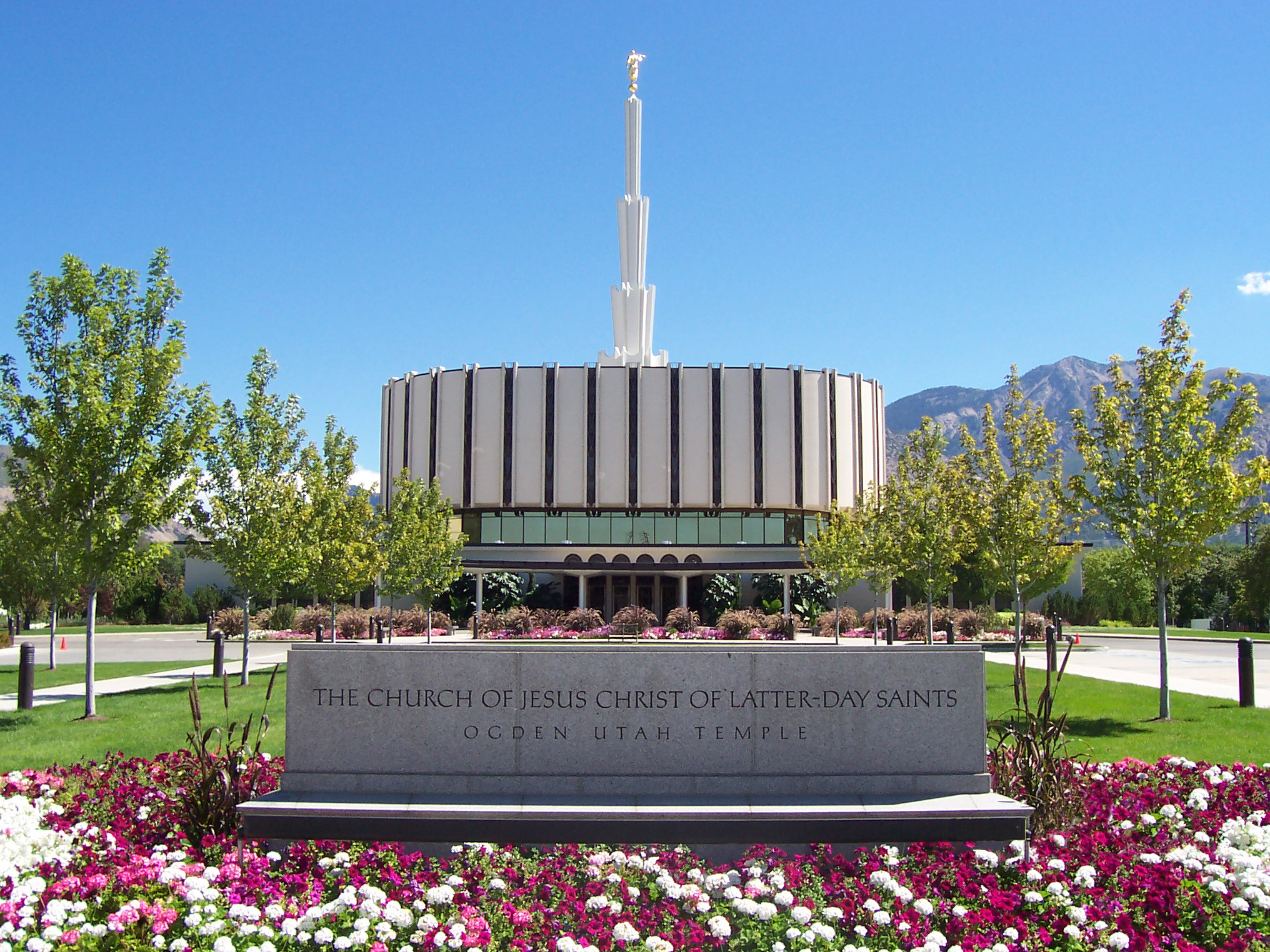
Diseño original del templo de Ogden previo a su renovación de 2010.

Los planes para la construcción del templo en Ogden, al noreste del estado de Utah, y el templo de Provo al sur de Salt Lake City, se anunciaron el 24 de agosto de 1967. Fue la primera vez en la historia de la iglesia SUD que se anunciaron la construcción de dos templos al mismo tiempo. Tras el anuncio público, la Iglesia de la zona buscó un terreno adecuado y la ceremonia de la primera palada tuvo lugar el 8 de septiembre de 1969, que coincidía con el día del cumpleaños del entonces presidente de la Iglesia David O. McKay. McKay murió cuatro meses después y la dedicación del templo ocurrió subsecuentemente en el segundo aniversario de su fallecimiento. La primera palada ocurrió una semana previa a la misma ceremonia para el templo de Provo, siendo ello la primera vez que la iglesia dedica los terrenos de dos templos el mismo mes. 
El año previo al anuncio del templo de Ogden, la iglesia hizo un estudio que demostró que la mitad de los nombres enviados al templo para ceremonias vicarias en favor de personas fallecidas venía de los tres templos de Utah. En un principio se consideró la opción de ampliar el templo de Logan y Manti para aliviar la carga de usuarios. El 14 de agosto de 1967 la Primera Presidencia aprobó construir dos nuevos templos en la cercanía de Logan y Manti, aun cuando había otras regiones y áreas donde la iglesia necesitaba de los usos de un templo. McKay envió representantes a Provo y Ogden para hacer el anuncio el 24 de ese mes.
La iglesia deliberó en tres lugares para el terreno del templo, la plaza del Tabernáculo de Ogden, el lote donde hoy se encuentra el hospital McKay-Dee y el extremo de la 9 calle. Finalmente se decidió construir el templo en la plaza del Tabernáculo en Ogden. La Plaza del Tabernáculo en Ogden fue designada por Brigham Young cuando diseñó la ciudad durante su primera visita en el otoño de 1850. Young también eligió el bloque para un Tabernáculo en Ogden, que más tarde también se convirtió en el sitio del templo.

## Diseño
McKay dio instrucciones al comité de construcción de edificios de la iglesia que los dos templos en Utah debían ser áusteros y con un reducido espacio interior en comparación con los templos construidos en el pasado. El anuncio vino a pocas semanas que se aprobara la producción de un video que transmitiría la sesión de la investidura en un solo salón en vez de hacer que los usuarios cambien de salones durante el programa. Ello afectó el diseño del templo, para que hubiesen varios salones que permitieran el mayor número de participantes con el inicio de cada sesión de la investidura con 20 minutos de separación.
El templo de Ogden fue gemela del templo de Provo, ambas diseñadas en forma circular, estilo elipse elongada tipo danés, con esquinas pero redobladas. Fetzer obtuvo la idea de un nuevo parque construido en Copenhague que estaba completamente rodeado por una carretera. El estilo permitía que el salón celestial se ubicara en el centro rodeado de tres salones de investiduras a cada lado separadas por el velo del templo. El pasillo del segundo piso corre completamente alrededor de la pared exterior. Las entradas a los salones de ordenanzas son por dicho pasillo. El templo fue diseñado de cuatro pisos, uno de ellos sótano. Ambos templos tienen diseños modernistas y contemporáneos de una sola aguja y arcos góticos.
Los colores del templo se basaron en el versículo bíblico del tabernáculo y el pueblo de Moisés. 

Y Jehová iba delante de ellos de día en una columna de nube para guiarlos por el camino, y de noche en una columna de fuego para alumbrarles
Exodo 13:21

La fachada blanca del edificio elíptico se hizo para simbolizar la nube del versículo, mientras que la aguja del templo se hizo de color dorada para representar el fuego respectivo. El diseño original del templo de Ogden, al norte del estado de Utah contenía una estatua de Moroni, que eventualmente no fue puesta en el edificio en su diseño original.

## Construcción

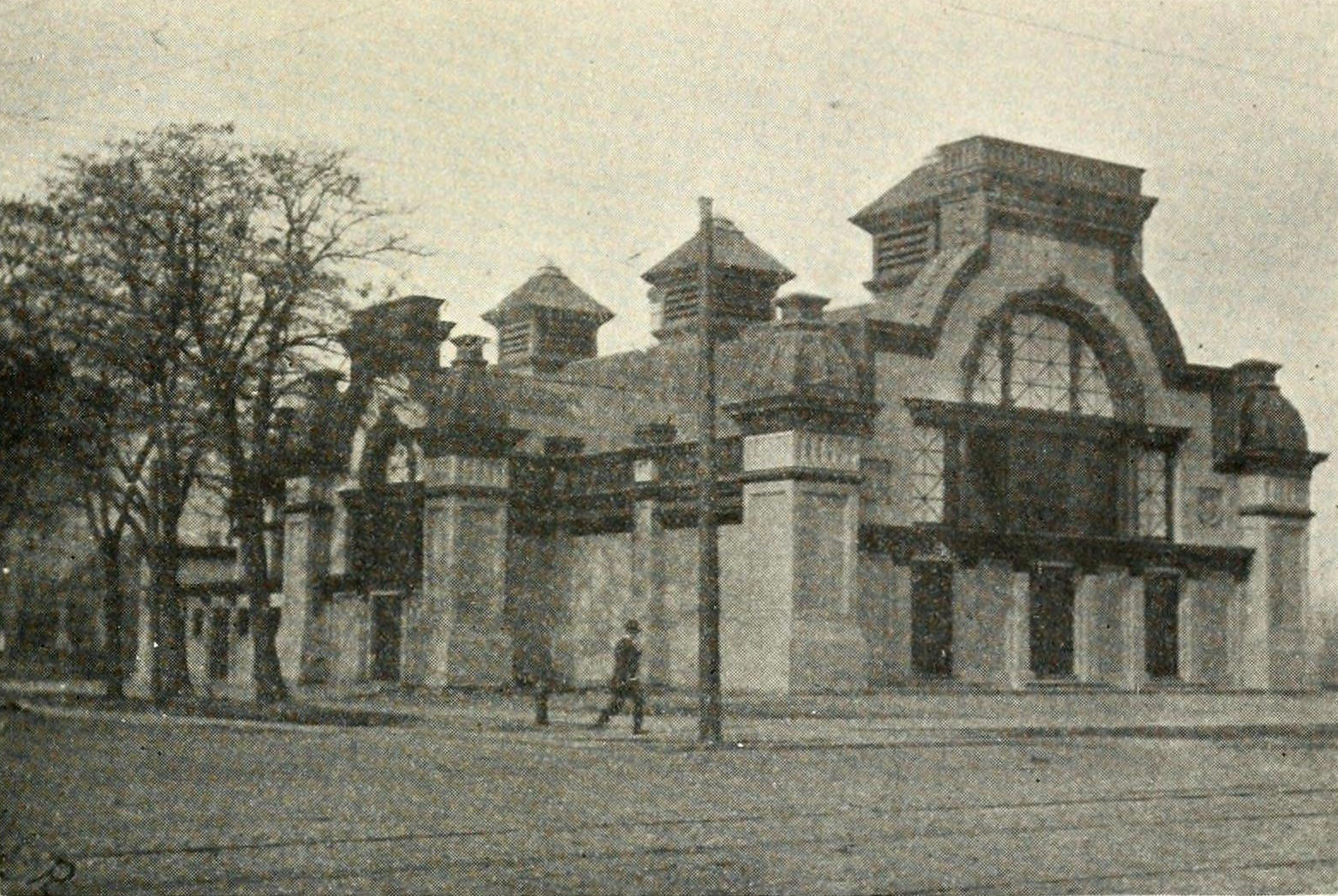
Antiguo tabernáculo pionero de Ogden, derribado para dar cabida al templo en su lugar.

El sótano del templo es donde se ubica la pila bautismal, así como el equipo mecánico, la cocina y comedor y espacio de almacenamiento. El primer piso medía 200 pies (61,0 m) por 184 pies (56,1 m) y contenía el vestíbulo, oficinas administrativas, los vestuarios, las salas para novias, y las salas de espera. En el segundo piso se instaló una capilla y trece salones de sellamientos matrimoniales. El piso superior alberga seis salones de ordenanzas y el Salón Celestial. El templo tiene ascensores que van a todos los pisos y escaleras mecánicas que corren entre los tres pisos sobre el sótano.
Aunque el templo de Provo y Ogden tienen estilos gemelos, existen diferencias entre ambos. Los arcos y rejas de las puertas y ventanas de los pisos principales tienen diferentes configuraciones. La piedra fundida del templo de Provo tiene un diseño floral en bajorrelieve, mientras que la piedra del templo de Ogden tiene un aspecto estriado. El Templo de Ogden cuenta con una rejilla metálica decorativa que cubre las ventanas en medio de la piedra fundida en el tercer piso. 
En el templo de Ogden, el arquitecto adoptó un enfoque más abstracto, utilizando la parábola como motivo unificador. Mientras que el arco gótico apunta inquebrantablemente hacia Dios, la parábola parece a primera vista apuntar hacia abajo. Pero el barrido de la curva parabólica también sugiere un movimiento ascendente inevitable y dinámico, funcionando así como un equivalente moderno del arco apuntado tradicional. El motivo floral o tipo fuente decora la aguja del Templo de Provo mientras que el efecto en columna estriada es la que decora la aguja del templo de Ogden. 
La construcción del templo ocurrió en el mismo lugar donde se encontraba el tabernáculo pionero de Ogden, el cual fue derrumbado para dar cabida al nuevo templo. El edificio tenía 116 años para cuando fue derribado, construida en 1855. El tabernáculo había sido remodelado varias veces, extensamente en 1896 y nuevamente en 1966, cinco años antes de ser derribado.
Como parte de una renovación del exterior del templo llevada a cabo en 2002, se añadió la estatua del ángel Moroni en el pináculo del templo de Ogden y su pináculo, originalmente dorado, se pintó de blanco.

## Dedicación
El templo SUD de la ciudad de Ogden fue dedicado para sus actividades eclesiásticas en seis sesiones, el 20 de enero de 1972, por Joseph Fielding Smith, el sucesor de McKay en la presidencia de la Iglesia SUD. Por lo frágil de la edad de Smith, Harold B. Lee terminó el tercio restante de una de las oraciones dedicatorias. El templo de Ogden se dedicó dentro del Salón Celestial, en seis sesiones diferentes, durante tres días, del 18 al 22 de enero de 1972. El circuito cerrado de televisión llevó los servicios de la dedicación a otros seis salones del templo. Antes de ello, del 16 al 30 de diciembre de 1971, la iglesia permitió un recorrido público de las instalaciones a la que asistieron unas 250.000 personas. Habrían pasado casi 80 años desde la última dedicación de un templo en Utah, el templo de Salt Lake City el epicentro del Movimiento de los Santos de los Últimos Días y 95 años desde la dedicación del templo de Logan. 
En febrero de 1972 se realizaron los primeros bautismos vicarios en el templo de Ogden por personas ya fallecidas. Los obreros del templo fueron capacitados durante ese mes y el 4 de marzo de 1972 se realizó la primera investidura a las 9 a. m. con 22 patrones masculinos y 24 femeninas. El área del Templo de Ogden solo incluía 24 estacas en 1972. El templo de Ogden en la actualidad sirve a más de 135 mil miembros que viven en el área, incluyendo otras ciudades del Condado de Weber, el Condado de Davis, Brigham City y otras comunidades del Condado de Box Elder, así como comunidades al suroeste del estado de Wyoming.
El Templo de Ogden Utah se volvió a dedicar en 2014 después de un proyecto de renovación de tres años y medio que transformó arquitectónicamente su apariencia exterior.

## Características

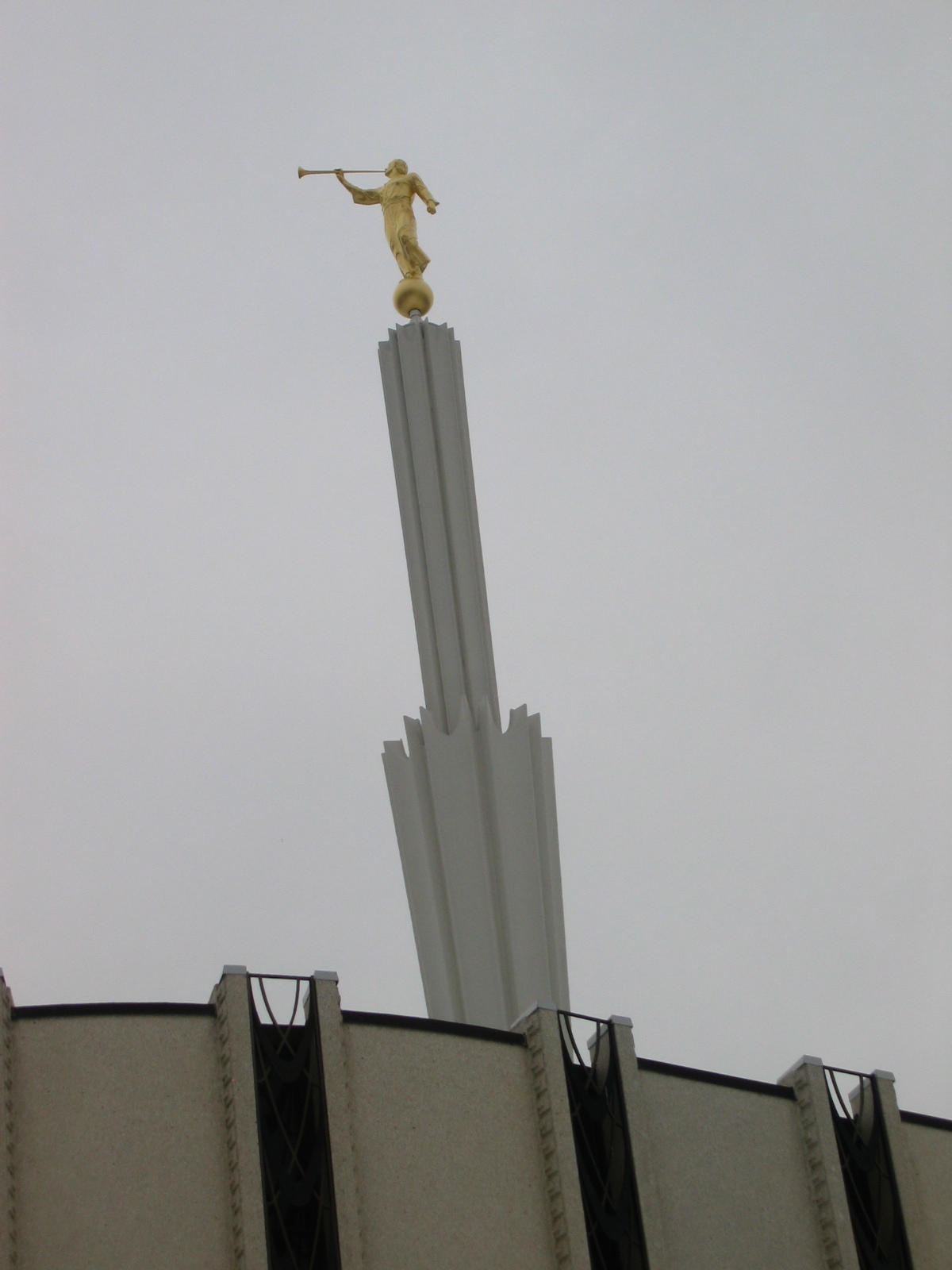
Estatua del Ángel Moroni sobre el pináculo del templo de Ogden.

Los templos de la Iglesia de Jesucristo de los Santos de los Últimos Días son construidos con el fin de proveer ordenanzas y ceremonias consideradas sagradas para sus miembros y necesarias para la salvación individual y la exaltación familiar. El templo de Ogden está ubicado en una manzana del centro de la ciudad de 7,4 hectáreas, tiene un total de 10.684 metros cuadrados de construcción, contando con seis salones para dichas ordenanzas SUD y once salones de sellamientos matrimoniales. En el terreno también se encuentran edificaciones históricas, como el tabernáculo de Ogden, un museo y una cabaña, la primera en ser construida permanentemente por los pioneros mormones en el territorio de Utah.
Solo el templo de Ogden y otros tres templos (Provo, Jordan River y Washington D. C.) tienen seis salones de ordenanzas, haciendo posible comenzar una sesión de investidura cada 20 minutos. La dedicación del templo trajo un auge en el número de ordenanzas relacionadas con la investidura en Ogden, realizándose el primer mes de su apertura más ceremonias que el combinado número de los demás templos de Utah.

## Renovación
El 17 de febrero de 2010, la Iglesia anunció en una conferencia de prensa que el Templo de Ogden se sometería a una renovación completa, transformando la estructura existente en un nuevo edificio revestido de piedra con cara al este (en vez del original que es al oeste) y ventanas de vidrio artístico carentes en el edificio original. El anuncio se produjo a pocos meses del fallecimiento del arquitecto Emil B. Fetzer, quien diseñó el edificio original.
El Museo de las Hijas de los Pioneros de Utah, originalmente construido en 1902, fue transportado desde los terrenos del Templo el 24 de enero de 2012, a una nueva ubicación permanente en un sitio de medio acre donado por la ciudad a una cuadra al oeste del templo. La cabaña Miles Goodyear también se trasladó al nuevo terreno del museo.
Si bien gran parte del diseño interior permaneció igual, algunas habitaciones se reconfiguraron y se reemplazaron todos los sistemas auxiliares y el diseño interior. El tabernáculo adyacente también fue restaurado y alterado incluyendo la remoción de su aguja, dando más prominencia al templo. 